# کاتیج لیک (واشینگتن)
کاتیج لیک (به انگلیسی: Cottage Lake) یک منطقهٔ مسکونی در ایالات متحده آمریکا است که در شهرستان کینگ، واشینگتن واقع شده‌است. کاتیج لیک ۵۹٫۵ کیلومتر مربع مساحت و ۲۲٬۴۹۴ نفر جمعیت دارد و ۷۲ متر بالاتر از سطح دریا واقع شده‌است.